# Hédi Tounsi
Pour les articles homonymes, voir Tounsi.
Hédi Tounsi (en arabe : الهادي التونسي), mort le 1er décembre 2016 à Tunis, est un chanteur tunisien.
Il est connu comme l’un des chanteurs marquants du répertoire musical populaire. Certaines de ses chansons sont reprises par des artistes étrangers, notamment la Libanaise Pascale Machaalani et le Jordanien Omar Al-Abdallat (en).
Souffrant du cœur pendant plusieurs mois, il meurt à l’hôpital Charles-Nicolle de Tunis. Il est inhumé le lendemain au cimetière du Djellaz.

## Titres
- Ana Habaitou
- Diz Al Khila
- Lilet Sbet
- Nabina w Nsallou Alih
- Sawer Sawer